# Metasoma

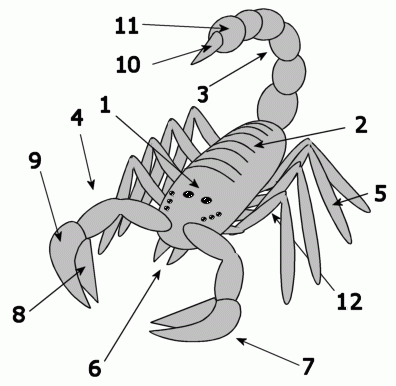
Anatomia scorpionului: 1 = prosoma; 2 = mezosoma; 3 = metasoma

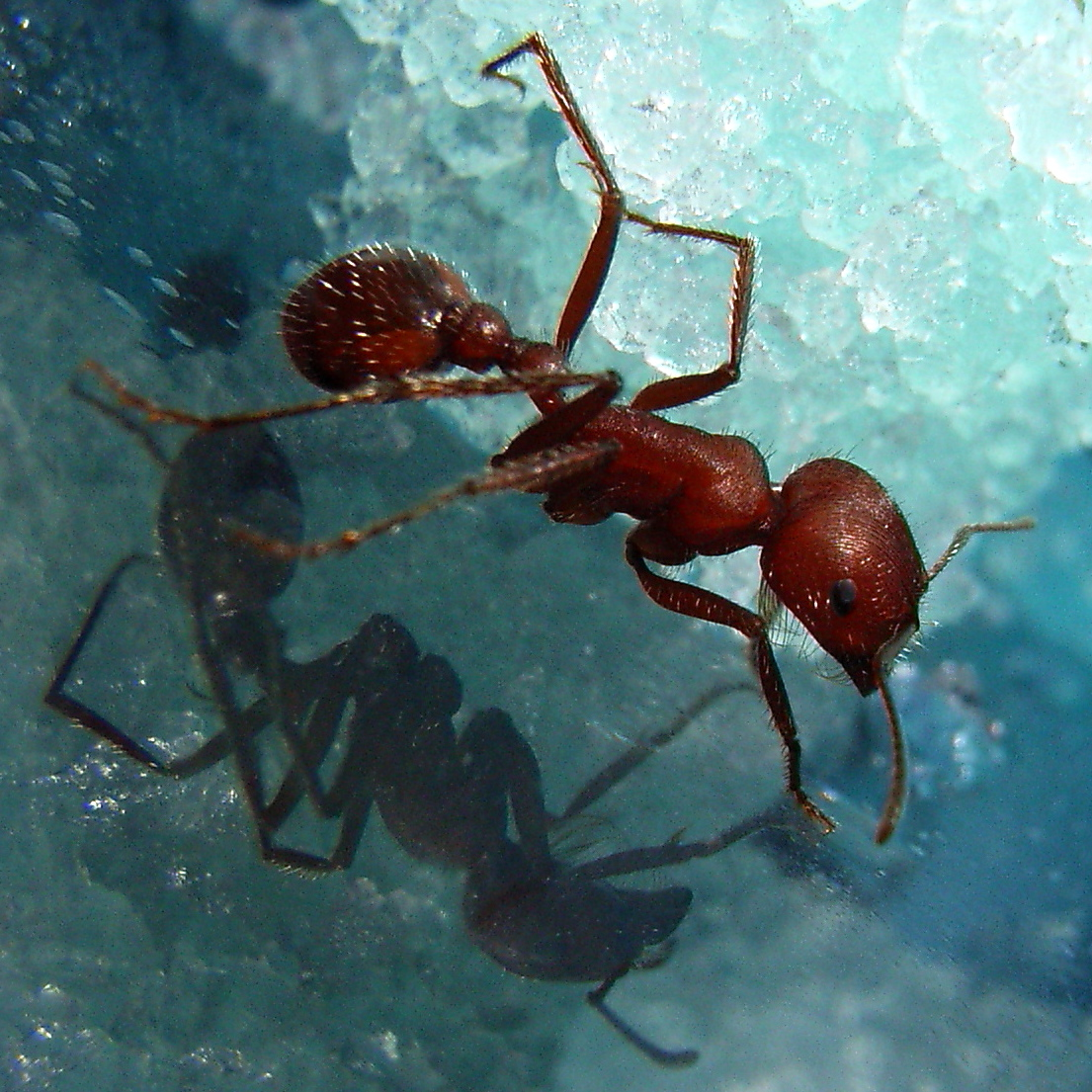
Metasoma este vizibilă în mod clar pe această furnică: este secțiunea posterioară, inclusiv petiola.

Metasoma este partea posterioară a corpului, sau tagma, artropodelor al căror corp este compus din trei părți, celelalte două fiind prosoma și mezosoma.  La insecte, conține cea mai mare parte a segmentelor tractului digestiv, sistemului respirator, și sistemului circulator, iar segmentele apicale sunt de obicei modificate pentru a forma organele genitale. În câteva dintre cele mai primitive insecte (Archaeognatha), segmentele metasomale poartă apendice mici, articulate, numite „styli”, care sunt adesea considerate a fi vestigiale. Există, de asemenea, apendice pre-apicale în cele mai multe ordine de insecte, numite cerci, care pot fi multisegmentate și aproape asemănătoare cu o pereche posterioară de antene; acestea pot fi modificate diferit sau pierdute în întregime. În caz contrar, majoritatea insectelor adulte nu au apendice pe metasomă, deși multe insecte larvare (de exemplu, omizile) au o formă de apendice, cum ar fi pseudo-picioarele sau, la insectele acvatice, branhiile.
La Himenopterele apocrite (viespi, albine și furnici) metasoma este formată din al doilea segment abdominal (care formează de obicei un petiole] și acele segmente posterioare acestuia, și este adesea numit abdomen mai degrabă decât referindu-se la el ca „trunchi”; la aceste insecte, primul segment abdominal se numește propodeum și este topit la torace. Metasoma este blindată cu plăci chitinoase pe suprafața superioară a  spinării și pe suprafața inferioară a sternului.
La scorpioni, metasoma este coada. La alte chelicerate, cum ar fi păianjenii, mezosoma este unită cu metasoma pentru a forma opistosoma.